# 西園悟
西園悟（日语：／ Nishizono Satoru，1962年4月28日—），日本男編劇。出身於鹿兒島縣鹿兒島市。A型血。

## 來歷
從鹿兒島縣立甲南高等學校、早稻田大學法學院畢業後，加入日本公文教育研究會。在職期間，他參加了一家動畫製作公司贊助的編劇函授課程，並經導師森忠明介紹，師從園田英樹。辭職之後，他於1989年作為動畫編劇出道。主要為動畫作品撰寫劇本。1996年9月，NTT出版出版了一本關於NIFTY-Serve的書（ISBN 978-4871884631）。
本身喜歡科幻，而《機獸創世紀》由於製作原因沒有人負責科幻設定，所以他自己創作了設定。其中最令人難忘的作品是他參與每集編劇的科幻動畫《Z.O.E Dolores, i》。

## 參加作品
粗體字表示劇本統籌作品。

### 動畫
1989年
- 摔角軍團〈銀河篇〉聖戰士羅賓Jr.（日语：レスラー軍団〈銀河編〉 聖戦士ロビンJr.）（—1990年，編劇）

1991年
- 絕對無敵雷神王（—1992年，編劇）
- 朱古力小精靈（日语：おばけのホーリー）（—1992年，編劇）

1992年
- 蠟筆小新（—1993年，編劇）
- 麵包超人（—1993年，編劇）
- 超電動機器人 鐵人28號FX（—1993年，編劇）
- 絕對無敵雷神王 陽昇城機關夢日記（編劇）[注 1]

1993年
- 可洛比的格列佛遊記（編劇）
- 可洛比的弱蟲王子大冒險（編劇）
- 可洛比的青蛙屋秘密（編劇）

1994年
- 可洛比的羅賓漢（編劇）
- 可洛比的讓我們成為朋友吧（編劇）
- 可洛比的如果飛上天空（編劇
- （編劇）

1995年
- 天地無用！（編劇）
- 熊之噗太郎（日语：クマのプー太郎）（—1996年，編劇）
- 暖暖日記 (1995年版)（—1996年，編劇）

1996年
- 可洛比的驚訝鬼屋！（編劇）
- 熱鬥小馬（—1997年，編劇）
- 忍者亂太郎（編劇）
- 烏龍派出所（—2004年，編劇、插入歌作詞）

1997年
- 靈異獵人[注 2]（編劇）
- 科學情人（編劇）
- 烈火之炎（—1998年，編劇）
- 怪博士與機器娃娃 (1997年版)（—1998年，編劇）

1998年
- 南海奇皇（日语：南海奇皇）（—1999年，編劇）
- 機甲發明小子（—1999年，編劇）
- 秀逗博士（—1999年，編劇）
- 吉本無知子物語（日语：ヨシモトムチッ子物語）（編劇）

1999年
- 數碼寶貝大冒險（—2000年，編劇）
- 麻辣教師GTO（—2000年，編劇）

2000年
- 網路安琪兒（編劇）
- 純情房東俏房客（編劇）
- 數碼寶貝大冒險02（編劇）
- 幻想魔傳 最遊記（—2001年，編劇）

2001年
- 永恆傳奇 THE ANIMATION（編劇）
- 破壞魔定光（編劇）
- 光劍星傳EX（編劇）
- Z.O.E Dolores, i（日语：Z.O.E Dolores, i）（編劇）
- 通靈王 (2001年版)（編劇）
- 頑皮小白貂（—2002年，編劇、插入歌作詞）
- 元氣五胞胎（—2002年，編劇）
- 怪獸家族（—2002年，編劇）
- 旋風的大鏢客（日语：旋風の用心棒）（—2002年，編劇）

2002年
- 東京地底奇兵（編劇）
- WILD 7 another 謀略運河（日语：ワイルド7）（編劇）
- 火影忍者（—2006年，編劇）
- 歡迎來到Pia Carrot!! -沙耶香的戀愛物語-（編劇）
- 決鬥大師（—2003年，編劇）

2003年
- .hack//黃昏的腕輪傳說（編劇）
- 魔神凱撒 死鬥！暗黑大將軍（編劇）

2004年
- 去吧！墮落三人組（日语：ズッコケ三人組#アニメ『それいけ! ズッコケ三人組』）（編劇）
- 決鬥大師 Charge（—2006年，編劇）
- Keroro軍曹（—2005年，編劇）

2005年
- 極限女孩（編劇）
- 劇場版 決鬥大師：闇之城的魔龍凰（電影動畫：編劇）
- 動畫與小天小天子一起愉快學習的交通安全（日语：こてんこてんこ）（編劇）
- 機獸創世紀（—2006年，編劇）
- 植木的法則（—2006年，編劇）
- 超級機器人大戰ORIGINAL GENERATION THE ANIMATION（編劇）
- 地獄少女（—2006年，編劇）

2006年
- 發條武士（日语：ぜんまいざむらい）（—2008年，編劇）
- 歡迎加入NHK！（編劇）
- Happiness！（編劇）
- 奏光之Strain（編劇）
- 地獄少女 二籠（—2007年，編劇）

2007年
- 少年陰陽師（編劇）
- 火影忍者疾風傳（—2008年，編劇）[注 3]
- 青空下的約定 ～歡迎來到鶇寮～（編劇）
- 奔向地球（編劇）
- 魔女獵人（編劇）

2008年
- 偶像大師 為你而唱！（編劇）
- 楚楚可憐超能少女組（編劇）[注 4]
- 星際寶貝（－2009年，編劇）※名義。
- 魔法禁書目錄（—2009年，編劇）

2009年
- NEEDLESS（編劇）

2010年
- 星際寶貝 ～神奇大冒險～（編劇）※名義。
- B型H系[3]（編劇）

2013年
- 野獸傳奇（編劇）
- 百花繚亂 SAMURAI GIRLS（編劇）
- 靈裝戰士[4]（—2014年，編劇）

2014年
- 未來卡片 戰鬥夥伴（—2015年，編劇）

2015年
- 未來卡片 戰鬥夥伴100（—2016年，編劇）

2016年
- 未來卡片 戰鬥夥伴DDD（—2017年，編劇）

2017年
- 精靈戰車（—2018年，編劇[5]）
- 地獄少女 宵伽（編劇）

2018年
- 卡片鬥爭!! 先導者 (2018年版)（—2020年，編劇）

2020年
- 奇妙萌可（—2021年，編劇）

### 特攝影集
1997年
- B-Robo Kabutack（—1998年，編劇）
- B-Robo Kabutack 聖誕節大決戰!!（編劇）

1998年
- 鐵甲小寶的交通安全（編劇）
- 鐵腕偵探露寶達（編劇）

1999年
- 燃燒吧!! 小露寶（—2000年，編劇）
- 燃燒吧!! 小露寶vs加油啊!! 小露寶（日语：燃えろ!!ロボコンVSがんばれ!!ロボコン）（編劇）

2000年
- 布斯卡！布斯卡!!（編劇）

2001年
- 超人力霸王高斯（編劇）[注 5]

### 遊戲
2004年
- 烈火之炎 FINAL BURNING（高潮影片編劇）

### 其它
2024年
- Loft Plus One活動「現在！讓我們和網路安琪兒一起決定25週年吧！」朗讀劇（編劇）

## 腳註

## 外部連結
- （日語）—西園悟的官方個人網站。